# دين باورز
دين باورز (بالإنجليزية: Dane Bowers)‏ هو مغني بريطاني، ولد في 28 نوفمبر 1979 في London Borough of Croydon ‏ في المملكة المتحدة.

## وصلات خارجية
- الموقع الرسمي
- دين باورز على موقع IMDb (الإنجليزية)
- دين باورز على موقع ميوزك برينز (الإنجليزية)
- دين باورز على موقع ديسكوغز (الإنجليزية)
- دين باورز على موقع قاعدة بيانات الفيلم (الإنجليزية)